# Вінегрет

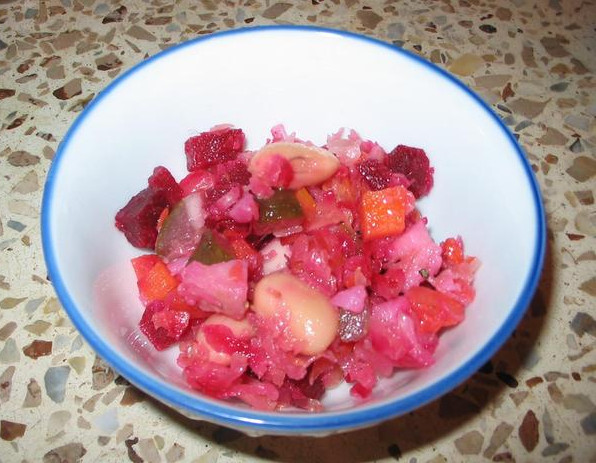
Овочевий вінегрет

Вінегре́т, іноді венігре́т (від фр. vinaigre — винний оцет, фр. vinaigrette — соус з оцту, солі й оливкової олії) — популярна в колишніх країнах СРСР страва (салат) із суміші різноманітних сирих та відварених овочів. 

## Загальний опис
До складу входять: картопля, буряк, квашена капуста, солені огірки, морква, квасоля або консервований горошок, цибуля та спеції. Страву заправляють оцтом, олією. Подають на закуску холодною.

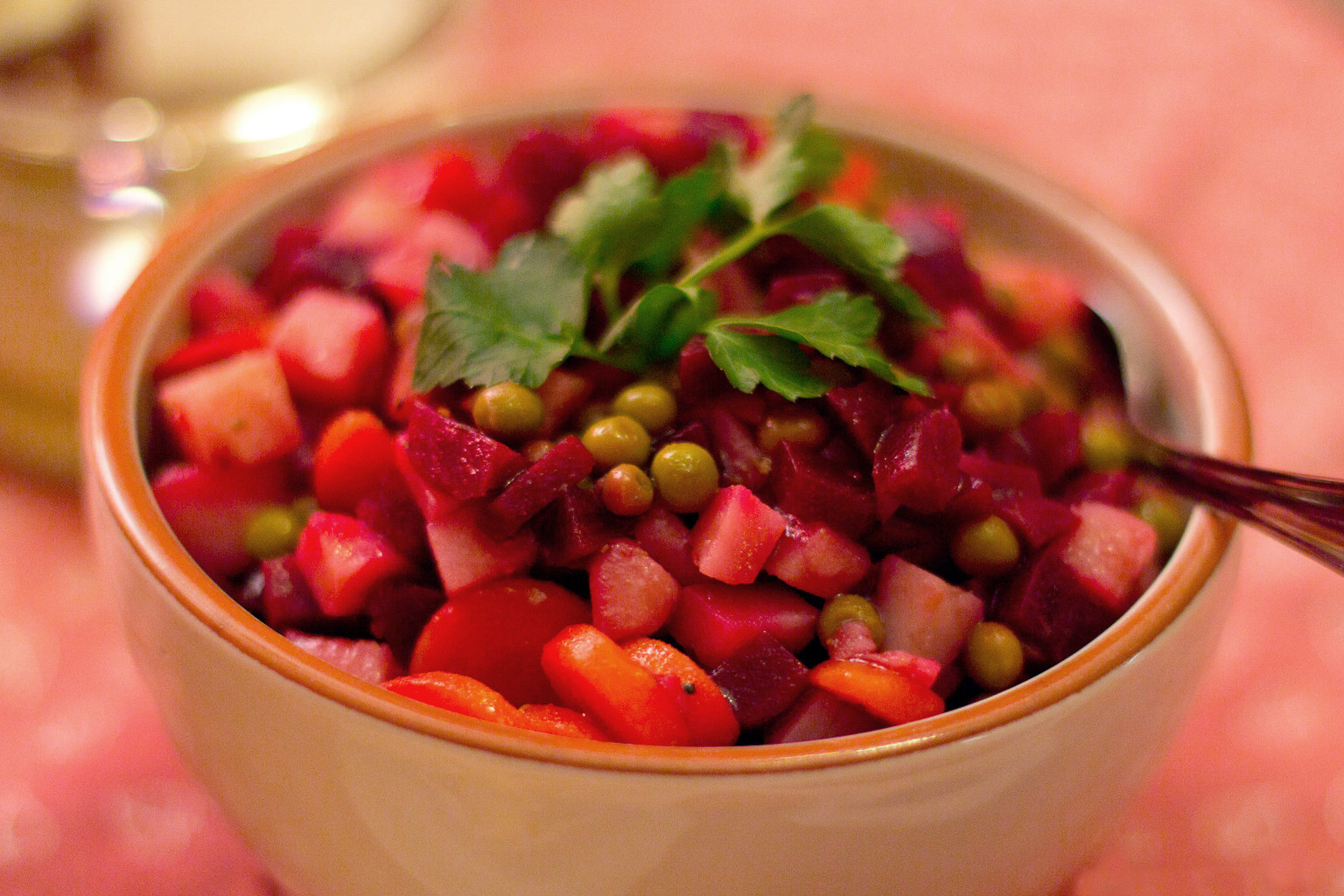
Овочевий вінегрет із зеленим горошком

Основний інгредієнт, без якого вінегрету не буває — буряк.
Всупереч поширеній думці, вінегрет ніколи не був властивий російській кухні, і з'явились у Росії вже в XIX столітті як запозичення з Європи.
Вінегретом також називають певний, поширений на Заході, соус для заправки вінегрету.

### Дивись також
- Рецепт та приготування
- Рецепт з запеченими овочами від Євгена Клопотенко [Архівовано 31 жовтня 2020 у Wayback Machine.]